# 神奈川県道30号戸塚茅ヶ崎線

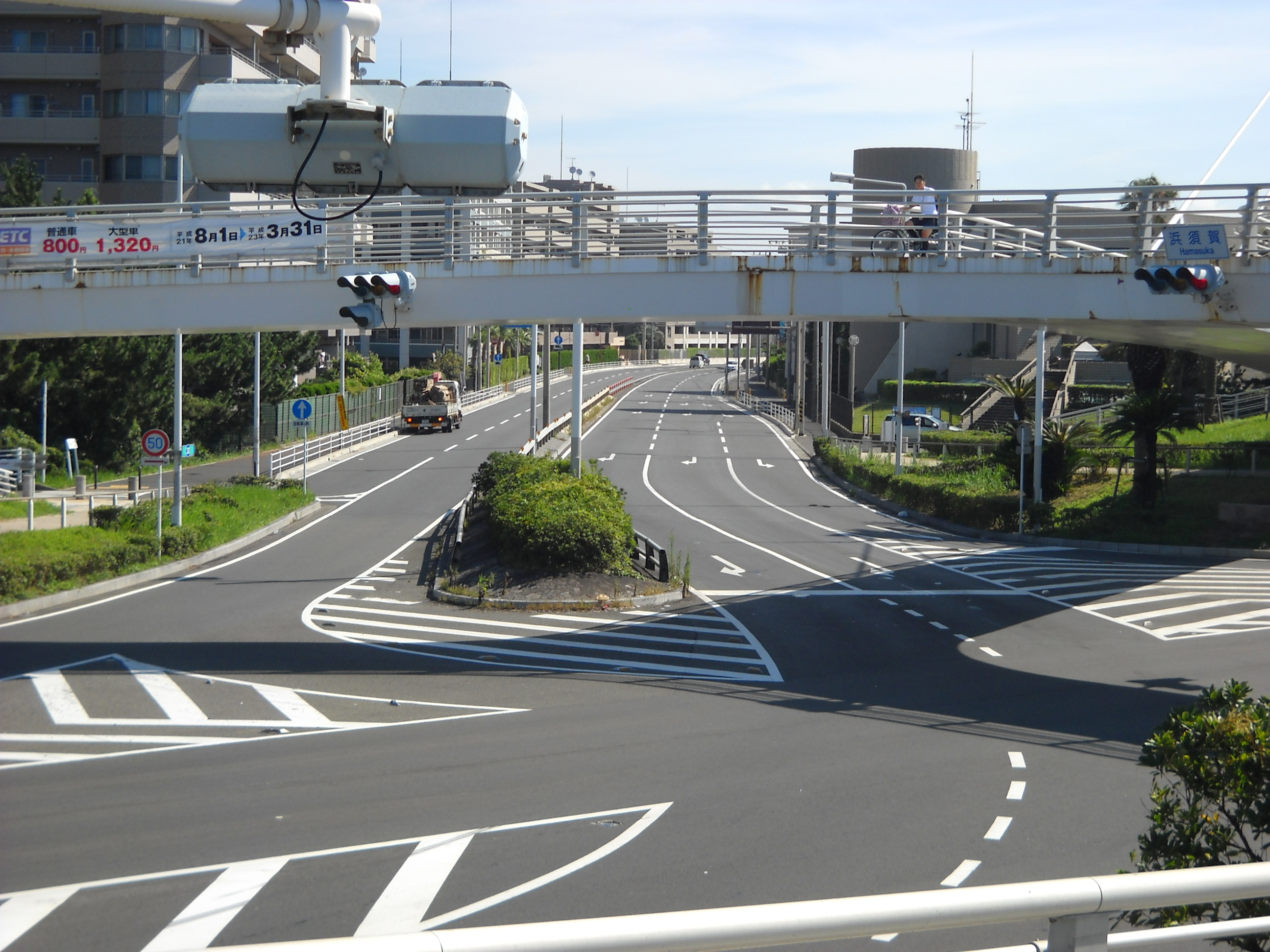
浜須賀交差点

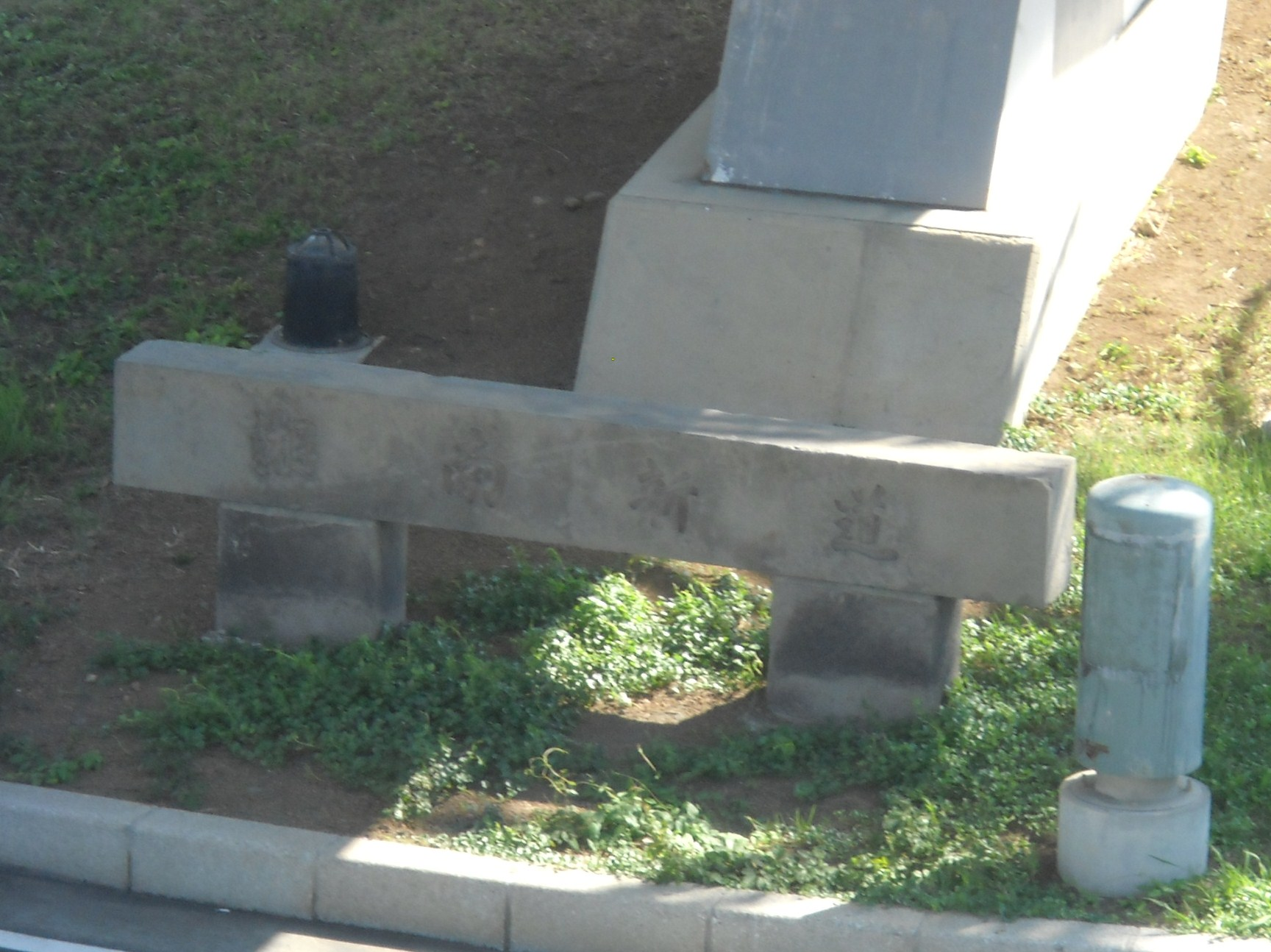
湘南新道終点標（浜須賀交差点）

神奈川県道30号戸塚茅ヶ崎線（かながわけんどう30ごう とつかちがさきせん）は、神奈川県横浜市戸塚区と同県茅ヶ崎市を結ぶ県道（主要地方道）。

## 概要
県道30号の全区間が箱根駅伝のコースになっている。（往路3区、復路8区）
藤沢バイパス出口交差点 - 藤沢橋交差点間は、旧東海道である。藤沢宿が遊行寺・藤沢橋付近にあった。なお、旧東海道は藤沢橋の北側で西に曲がり、遊行寺門前で南へ折れ、遊行寺橋（江戸時代の名称は大鋸（だいぎり）橋）を渡って国道467号、神奈川県道43号藤沢厚木線方面に進む鍵の手が設けられていた。藤沢橋が架橋されるのは関東大震災以降である。
2019年度末までに、富士見橋-高砂小学校間の全区間において自転車専用レーンが段階的に設けられたが、一部においては右折レーン等の設置により途切れている箇所も存在する。

### 路線データ
- 起点：横浜市戸塚区影取町・東俣野町 藤沢バイパス出口交差点（国道1号・藤沢バイパス）
- 終点：茅ヶ崎市汐見台・緑が浜・浜須賀 浜須賀交差点（国道134号）
- 車線数：藤沢市浜見山交差点 - 茅ヶ崎市浜須賀交差点：4車線 他2車線
- Google マップ

### 通称
- 湘南新道

### 交通量
2010年度（平成22年）道路交通センサスより 単位: 台
- 横浜市戸塚区東俣野町 16,992
- 藤沢市大鋸2丁目 20,886
- 藤沢市辻堂大平台 17,800
- 茅ヶ崎市常盤台 9,036

国道467号と交差する藤沢橋交差点付近では、藤沢駅が近いこともあり交通量が多く、慢性的に渋滞が発生している。

## 歴史
- 1935年（昭和10年）7月27日 - 湘南海岸道路の一部として、浜見山交差点 - 浜須賀交差点間が開通。
- 戦後 - 交通量が大幅に増加した国道1号、湘南海岸道路（後の国道134号）やその周辺道路の混雑を緩和するためのバイパス道路として藤沢橋交差点 - 浜見山交差点間の道路建設が計画される。
- 1960年（昭和35年）4月1日 - 藤沢小和田線（藤沢市-二級国道横須賀大磯線（茅ヶ崎市小和田））として、神奈川県道（整理番号61）に指定[2]。
- 1960年（昭和35年）11月22日 - 在日米海軍辻堂演習場跡地の海岸沿い部分に二級国道134号横須賀大磯線が完成し、浜見山交差点-浜須賀交差点間が湘南海岸道路ではなくなる。
- 1961年（昭和36年）5月29日 - 藤沢橋交差点 - 浜見山交差点間が開通。
開通当初は他の道路に比べ路幅が広くスピードが出しやすいうえに、鵠沼付近に見通しの悪い急カーブがあり、事故が多発した。
- 1963年（昭和38年） - 藤沢バイパス開通に伴い、国道1号（藤沢バイパス出口交差点 - 藤沢橋交差点）が本県道となる。
- 1971年（昭和46年）6月26日 - 主要地方道に指定[3]。

## 地理

### 通過する自治体
- 神奈川県
  - 横浜市（戸塚区） - 藤沢市 - 茅ヶ崎市

### 経路および交差する道路・鉄道路線・河川
| 交差する道路                    | 交差点名         | 所在地       |
| ------------------------------- | ---------------- | ------------ |
| 国道1号（藤沢バイパス）         | 藤沢バイパス出口 | 横浜市戸塚区 |
| 神奈川県道302号小袋谷藤沢線     | 遊行寺           | 藤沢市       |
| 国道467号                       | 藤沢橋           | 藤沢市       |
| 神奈川県道308号辻堂停車場辻堂線 | 浜見山           | 藤沢市       |
| 国道134号                       | 浜須賀           | 茅ヶ崎市     |

### 交差する鉄道・河川
| 境川           | 藤沢橋    | 藤沢市 | 藤沢市 | 藤沢市 | 藤沢市 |
| 小田急江ノ島線 | ※立体交差 |        |        |        |        |
| 東海道本線     | ※立体交差 |        |        |        |        |
| 引地川         | 富士見橋  |        |        |        |        |